# Beaver Dam Creek
Beaver Dam Creek är ett vattendrag i Belize. Det ligger i distriktet Cayo, i den centrala delen av landet, 18 kilometer nordost om huvudstaden Belmopan.
I omgivningarna runt Beaver Dam Creek växer i huvudsak städsegrön lövskog. Runt Beaver Dam Creek är det glesbefolkat, med 10 invånare per kvadratkilometer.